# Kanał Audytywny
Kanał Audytywny – polski zespół wykonujący szeroko pojmowaną muzykę hip-hopową powstały 2003 roku we Wrocławiu. Trzon formacji tworzą Łukasz „L.U.C.” Rostkowski i Bartłomiej „Spaso” Spasowski.

## Historia
Zespół powstały w 2003 roku we Wrocławiu. 2 maja tego samego roku we wrocławskim klubie Metropolis odbył się pierwszy koncert Kanału Audytywnego. Tego samego roku ukazał się pierwszy nielegal zespołu zatytułowany Spasoasekuracja.
W 2004 roku nakładem MTJ ukazał się drugi album pt. Płyta skirtotymiczna. Wydawnictwo promował singel pt. „Pokonuje mile”. 27 października 2005 roku nakładem 2.47 Records (dystrybucja EMI Music Poland) ukazał się trzeci album zespołu  pt. Neurofotoreceptoreplotyka jako magia bytu. W ramach promocji płyty został zrealizowany m.in. teledysk do utworu „Klinika Psychoromana” w reżyserii L.U.C.-a.
Album Neurofotoreceptoreplotyka jako magia bytu uzyskał nominację do nagrody polskiego przemysłu fonograficznego Fryderyka 2005 w kategorii „album roku hip-hop/R&B”. Wkrótce potem zespół zawiesił działalność w związku karierą solową jednego z liderów formacji Łukasza Rostkowskiego. W 2012 roku zespół wznowił działalność.

## Dyskografia
Albumy
| Rok  | Album |
| ---- | --- |
| 2003 | Spasoasekuracja - Data: 2003 - Wydawca: brak (nielegal)                                                         |
| 2004 | Płyta skirtotymiczna - Data: 22 listopada 2004 - Wydawca: Agencja Artystyczna MTJ                               |
| 2005 | Neurofotoreceptoreplotyka jako magia bytu - Data: 27 października 2005 - Wydawca: 2-47 Records/EMI Music Poland |

Single
| Rok  | Tytuł           | Album                |
| ---- | --------------- | -------------------- |
| 2004 | „Pokonuje mile” | Płyta skirtotymiczna |

## Teledyski
| Rok  | Tytuł                         | Reżyseria/Realizacja                                | Album                                     | Źródło |
| ---- | ----------------------------- | --------------------------------------------------- | ----------------------------------------- | ------ |
| 2004 | „Pokonuje mile”               |                                                     | Spasoasekuracja                           | [ 6 ]  |
| 2005 | „Spalony”                     | L.U.C                                               | Płyta skirtotymiczna                      | [ 7 ]  |
| 2005 | „Klinika Psychoromana”        | Łukasz Janke, L.U.C                                 | Neurofotoreceptoreplotyka jako magia bytu | [ 4 ]  |
| 2005 | „2 pokoje” (gościnnie: Rahim) | P. i P. Kamińscy, Martyna Spryszynska, Łukasz Janke | Neurofotoreceptoreplotyka jako magia bytu | [ 8 ]  |
| 2006 | „Pętla”                       |                                                     | Neurofotoreceptoreplotyka jako magia bytu | [ 9 ]  |
| 2006 | „Skrzynia Ikarusa”            |                                                     | Neurofotoreceptoreplotyka jako magia bytu | [ 10 ] |

## Nagrody i wyróżnienia
| Rok  | Kategoria              | Tytułem                                   | Nagroda   | Uwagi     | Źródło |
| ---- | ---------------------- | ----------------------------------------- | --------- | --------- | ------ |
| 2005 | Album roku hip-hop/R&B | Neurofotoreceptoreplotyka jako magia bytu | Fryderyk  | Nominacja | [ 5 ]  |
| 2005 | Montaż                 | „Spalony”                                 | Yach Film | Nominacja | [ 7 ]  |
| 2006 | Inna energia           | „Pętla”                                   | Yach Film | Nominacja | [ 11 ] |